# 菅原茉椰
菅原 茉椰（すがわら まや、2000年〈平成12年〉1月10日 - ）は、日本のアイドルである。女性アイドルグループSKE48チームKIIおよび派生ユニットラブ・クレッシェンドのメンバー。
宮城県仙台市出身。ゼスト所属。

## 略歴
2015年5月10日に「第2回AKB48グループ ドラフト会議」においてSKE48チームEに第1巡目で指名され、後にSKE48研究生として正式に加入することが決定。6月12日の公演前にお披露目された。同年10月5日にSKE48劇場で行われた「劇場デビュー7周年記念公演」にて、新たにSKE48のグループ内ユニット5組の結成と11月25日に同ユニットでのCDデビューが発表され、表題曲を歌うユニット「ラブ・クレッシェンド」のメンバーに選出された。同年11月28日に名古屋国際会議場 センチュリーホールで行われた「SKE48冬コン2015 名古屋再始動。～珠理奈が帰って来た～ ひと足お先にXmas!ユニット祭り」の夜公演において、正規メンバー昇格とチームEへの所属が発表される。
2016年3月30日発売のSKE48 19thシングル「チキンLINE」で初めてシングル表題曲の選抜メンバーとなる。
2017年7月10日に、二次元同好会に正式に加入した。
2018年5月から6月にかけて実施された『AKB48 53rdシングル 世界選抜総選挙』では29位となり、アンダーガールズに選出された。同年11月28日発売のAKB48 54thシングル「NO WAY MAN」でAKB48名義として初の選抜メンバーとなる。
2019年4月21日に、同月29日よりSKE48の活動を休業することを発表する。同年8月15日の公演で復帰予定だったが、台風で中止に。同月18日に開催されたテレビ朝日・六本木ヒルズ 夏祭り SUMMER STATION 音楽LIVEにチームEとして出演し、ステージ復帰を果たした。
2024年4月10日には1st写真集『シャッターチャンス』を発売。
2025年1月1日、SKE48劇場にて新チーム体制にともなうメンバー編成の発表が行われ、チームKIIへの配属が発表された。同年2月5日、チームE「声出していこーぜ!!!」公演にて卒業を発表した。同年8月31日をもってSKE48を卒業予定。
同年7月14日、名古屋ダイアモンドホールにて「SKE48 菅原茉椰ソロライブ～あの日の続き～」を開催。

## 人物
- 愛称は「まーやん」で、神門沙樹によって名付けられた[18]。
- 顔文字については「(ma¯﹀¯ya)」を使っている[19]。
- 趣味は、漫画やアニメを見ること、音楽を聴くこと[1]。
- 尊敬している人物に柏木由紀、松井玲奈およびドラフト1期生の名を挙げていた[20]。
- 初めてグラビアになったときに頑張ったにもかかわらず、北川綾巴から「胸ナイね」と言われてショックを受けた[21]が、今ではヘルシーボディを披露するまでになっている[22]。
- 一人称としては苗字にちなんで「菅原」を使っている[23]。

### SKE48
- キャッチフレーズは「菅原茉椰です！」を使用している[1]。チームE時代は「SKE48初の東北出身。宮城県からやってきたE娘！」を使っていた[24]。
- サイリウムの色は緑となっているが、松井玲奈に敬意を払ったものである。
- SKE48二次元同好会メンバー[25]。
- 小畑優奈とのコンビは「すがバター」[26]、後藤楽々とのコンビは「クズず」[27]などと呼ばれている。また熊崎晴香とのコンビは「くまーやん」と呼ばれ[28]、共通のTikTokアカウントを持っている[29]。
- 都築里佳からは「（7D2[注 1]で）可愛いのは上村と菅原だけ」とルックス面を評価されている[30]。

## SKE48での参加曲

### シングル選抜曲
SKE48名義
- 「前のめり」に収録
  - 制服を着た名探偵 - 「ドリーミング ガールズ」名義
- チキンLINE
  - Is that your secret? - 「Team E」 名義
- 「金の愛、銀の愛」に収録
  - 今夜はShake it ! - 「ラブ・クレッシェンド」名義
  - いい人いい人詐欺 - 「やんちゃな天使とやさしい悪魔」名義
- 「意外にマンゴー」に収録
  - オレトク - 「Team E」名義
- 無意識の色
  - 反射的スルー - 「ラブ・クレッシェンド」名義
  - We're Growing Up - 「愛知トヨタ選抜」名義
- いきなりパンチライン
  - 花の香りのシンフォニー - 「Passion For You選抜」名義
  - 君はラムネ - 「Team E」名義
- Stand by you
  - 地元民たちよ - 「愛知トヨタ選抜」名義
  - 入り口 - 「Team E」名義
  - 神様は見捨てない
- 「FRUSTRATION」に収録
  - ゲームしませんか?  - 「Passion For You選抜」名義
- 「ソーユートコあるよね?」に収録
  - ストレートな純情 - 「ジュエルボックス」名義
- 恋落ちフラグ
  - あの頃のロッカー - 「Passion For You選抜」名義
- あの頃の君を見つけた
- 心にFlower
- 絶対インスピレーション
- 好きになっちゃった
  - 語り合うことから始めよう - 「Team E」名義
- 愛のホログラム
  - 岸辺の少女よ - 「Team E」名義
- 告白心拍数
  - 岸辺の誰か - 「Team E」名義
- Tick tack zack
  - 遠くの恋人よりも - 「Team KII」名義

AKB48名義
- 「君はメロディー」に収録
  - Gonna Jump - 「SKE48」名義
- 「シュートサイン」に収録
  - Vacancy - 「SKE48」名義
- 「11月のアンクレット」に収録
  - 法定速度と優越感 - 「U-17選抜」名義
- 「ジャーバージャ」に収録
  - 愛の喪明け - 「SKE48」名義
- 「センチメンタルトレイン」に収録
  - サンダルじゃできない恋 - 「アンダーガールズ」名義
- NO WAY MAN
- ジワるDAYS

### アルバム選抜曲
SKE48名義
- 『革命の丘』に収録
  - ライフルガール - 「ラブ・クレッシェンド」名義
  - 制服を脱ぎたくなって来た

### その他の参加楽曲
- シングル「コップの中の木漏れ日」（「ラブ・クレッシェンド」名義）
  - コップの中の木漏れ日 - 「ラブ・クレッシェンド」名義

### 劇場公演ユニット曲
チームE 4th Stage「手をつなぎながら」
- この胸のバーコード（谷真理佳、鎌田菜月のアンダー）

チームE 5th Stage「SKEフェスティバル」
- 1994年の雷鳴
- 君のC/W（市野成美のアンダー）
- 涙に沈む太陽（佐藤すみれ、酒井萌衣、髙畑結希、佐藤佳穂のアンダー）

チームE 6th Stage「声出していこーぜ!!!」
- ユースコール
- ねえ 横浜のあの子を好きになっちゃったの?（谷真理佳のアンダー）

チームKII 9th Stage「シアターの女神」
- 嵐の夜には

## 出演

### バラエティ
- 日経プレミアム 工場へ行こうⅢ AMAZING FACTORY ※番組内再現ドラマ（2024年7月6日、テレビ愛知）[31]
- SKE48菅原茉椰の宮城でやりたい48のこと 特別編（2024年12月5日、khb東日本放送）[32]

### 映画
- ホラーちゃんねる（2019年1月13日、秋葉原映画祭プレミア上映 / 9月27日、劇場公開） - 主演（岩立沙穂とのW主演）[33]

### 舞台
- TANK PLAN vol.1「リクエストをよろしく」（2022年1月27日 - 31日、本多劇場） - 星野チーコ 役（佐藤佳穂とのダブルキャスト）[34]

### ネット配信
- 菅原茉椰のEMPTY CANVAS（2018年5月30日 - 12月25日、ニコニコ生放送）[35][36]
- SKE48 菅原茉椰の宮城でやりたい48のこと（2024年4月6日 - 、東北総合ポータルtopo）[37]

### イベント
- 東北楽天ゴールデンイーグルス対埼玉西武ライオンズ戦 始球式（2016年7月2日、宮城球場）[38]
- 特別企画展「Always with Blue～大空への憧れをブルーインパルスと共に～」オープニングトークショー（2022年11月26日、あいち航空ミュージアム）[注 2][39]

## 書籍

### 写真集
- シャッターチャンス（2024年4月10日、撮影：藤原宏、白夜書房）ISBN 978-4864944922[40][41]
- 2nd写真集「Opportunity」（2025年8月6日予定、白夜書房）ISBN 978-4864945882